# Bolama
Bolama est une ville de Guinée-Bissau, située sur l'île de Bolama, dans la région Bolama-Bijagos. La ville est issue de l'ancienne municipalité créée en 1871 par les Portugais. Bolama fut élevée en 1879 au statut de capitale de la Guinée ex-portugaise, et le demeura jusqu'au transfert de la capitale à Bissau en 1941, transfert devenu nécessaire en raison de la pénurie d'eau douce.

## Personnalités liées à la ville
- Francisca Pereira, militante indépendantiste, femme politique, ministre.